# Сенная палочка
Сенна́я па́лочка (лат. Bacillus subtilis) — вид грамположительных спорообразующих факультативно аэробных почвенных бактерий. Первоначально были описаны в 1835 Эренбергом как Vibrio subtilis, в 1872 были переименованы Коном в Bacillus subtilis. Название «сенная палочка» вид получил из-за того, что накопительные культуры этого микроорганизма получают из сенного экстракта.
Является постоянным членом микробиоценозов почвы, кишечника животных и человека, встречается в воде и в воздухе. Является продуцентом некоторых полипептидных антибиотиков, а также ферментов (амилазы, протеазы), получаемых промышленно.

## Биологические свойства
Палочковидная бактерия, размер 2—5 × 0,4-0,6 мкм. Споры овальные, не превышающие размер клетки, расположены центрально. Перитрихиальное расположение жгутиков, подвижная. Колонии сухие, мелкоморщинистые, бархатистые, бесцветные или розовые. Край колонии волнистый. Растёт на МПА, МПБ, а также на средах, содержащих растительные остатки, простых синтетических питательных средах для гетеротрофов. Хемоорганогетеротроф, аммонифицирует белки, расщепляет крахмал, гликоген. Развивается при температуре +5…+45 °С.
Встречается повсеместно в почве, в воздушной пыли. Выделяют кипячением настоя сена, при котором споры сенной палочки выживают. Приводит к порче некоторых пищевых продуктов.
Согласно санитарно-эпидемиологическому правилу СП 1.3.2322-08 «Безопасность работы с микроорганизмами III—IV групп патогенности (опасности) и возбудителями паразитарных болезней» (приложение № 1) не относится к патогенным для человека микроорганизмам. Может быть санитарно-гигиеническим показателем загрязнения микроорганизмами пищевых продуктов, а также вести к порче некоторых пищевых продуктов и отравлениям при их употреблении.
Отсутствие патогенности у штаммов Bacillus subtilis дало основание для присвоения им Управлением по контролю качества продовольственных и лекарственных средств США статуса GRAS (generally regarded as safe) — безопасных организмов (К. Харвуд, 1992)[нет в источнике]
Геном Bacillus subtilis штамма 168 представлен кольцевой двуцепочечной молекулой ДНК размером 4214814 п.н. и содержит 5279 генов, из которых 5163 кодируют белки, процент Г+Ц пар составляет 43,51 %, геном содержит по крайней мере два ori сайта (сайта начала репликации). Изучено биологическое разнообразие штаммов Bacillus subtilis на уровне генома, гены, отвечающие за синтез антибиотиков, синтез клеточной стенки, споруляцию и прорастание спор являются высоковариабельными.

## Использование
Штаммы Bacillus subtilis используются в ветеринарии, медицине, сельском хозяйстве и в других отраслях.
Ряд штаммов Bacillus subtilis используют в медицине для получения фармацевтических препаратов и пищевых добавок. Так, на основе штамма Bacillus subtilis создан известный препарат «Споробактерин» российского производства, который предназначен для борьбы с нарушениями микрофлоры кишечника.
B. subtilis является важным продуцентом протеаз, амилаз, аминокислот и некоторых полисахаридов и других соединений. Также является продуцентом полипептидных антибиотиков. Ввиду наличия антагонистических свойств против целого ряда возбудителей, в том числе фитопатогенов. Последнее свойство используется в биозащите растений.
В сельском и личном подсобных хозяйствах разрешены к применению зарегистрированные препараты на основе штаммов Bacillus subtilis.
Также используется для производства традиционной японской еды натто, производимой из сброженных соевых бобов.